# Wenden
Wenden település Németországban, azon belül Észak-Rajna-Vesztfália tartományban. Lakosainak száma 19 604 fő (2023. december 31.). Wenden Drolshagen és Olpe községekkel határos.

## Népesség
A település népességének változása:
| Lakosok száma | 14 726 | 19 794 | 19 701 | 19 442 | 19 565 | 19 604 |
|               | 1975   | 2017   | 2019   | 2021   | 2022   | 2023   |